# 3Blue1Brown
3Blue1Brown ist ein US-amerikanischer YouTube-Kanal, erstellt und betrieben von Grant Sanderson. Durch visuelle Aspekte und Animationen erklärt der Kanal Konzepte der höheren Mathematik, der Physik und der Informatik. Die über 184 Videos erreichten im Oktober 2024 mehr als 563 Millionen Aufrufe und 6,57 Millionen YouTube-Abonnenten.

## Entstehung
In Sandersons letzten Studienjahr begann dieser die Entwicklung von Manim, einer Grafik-Engine, die Sanderson zur Animation seiner Videos einsetzt. Am 4. März 2015 gründete er den Kanal 3Blue1Brown. Der Kanaltitel und der Avatar sind durch die Farbe von Sandersons rechtem Auge inspiriert, das zu dreiviertel blau und einviertel braun scheint. Am Folgetag lud Sanderson sein erstes Video Understanding e to the pi i (deutsch „e hoch pi*i verstehen“) hoch, das etwa ein halbes Jahr später über 100.000 Aufrufe erzielte.

## Grant Sanderson

### Leben
Grant Sanderson wurde in Utah als Sohn einer Irin und eines Piloten geboren. 2015 graduierte Sanderson mit einem Bachelor-Abschluss der Mathematik an der Stanford University; in seinem Studium hörte er außerdem Kurse aus der Informatik.

### Karriere
Ab 2015 produzierte Sanderson Videos und Artikel an der Khan Academy, bis er 2016 die Organisation verließ und sich seinem YouTube-Kanal 3Blue1Brown widmete, den zu diesem Zeitpunkt etwa 60.000 Zuschauende abonnierten. 2019 noch gab Sanderson an, seit seinem College Kindern privat und kostenfrei Nachhilfe zu geben. Im Herbst 2020 hielt Sanderson zusammen mit Alan Edelman, David Sanders, James Schloss und Benoit Forget den Kurs Introduction to Computational Thinking am Massachusetts Institute of Technology. Die behandelten Themen umfassten unter anderem Bilderkennung, Raytracing, Epidemieausbreitung und Klimamodellierung. Sanderson arbeitete außerdem mit vielen anderen Unternehmen im Bereich Bildung zusammen, darunter Manning, Quanta Magazine und Udacity.

## Videos
Mit einem Fokus auf die zugrundeliegende Mathematik thematisiert Sanderson in seinen Videos ein breites Spektrum aus verschiedenen wissenschaftlichen Bereichen. Die Themen umfassen unter anderem Analysis, lineare Algebra, neuronale Netze, Fourier-Transformationen und Quantenmechanik. Bei der Übermittlung setzt Sanderson einen wesentlichen Schwerpunkt auf eine visuelle Darstellung der Erklärung.